# Étienne Willem
Pour les articles homonymes, voir Willem.
Étienne Willem, né le 11 septembre 1972 à Charleroi (province de Hainaut) et mort le 16 juin 2024 à Saint-Pierre (province de Luxembourg), est un auteur de bande dessinée belge. 
Après une première expérience au studio d'animation 352 au Luxembourg, il se lance dans la bande dessinée en 2004.

## Biographie
Étienne Willem naît le 11 septembre 1972 à Charleroi,,. Il fait des études d’histoire à l’université de Liège. Il est licencié en philologie romane.
Après une première expérience au studio d'animation 352 au Luxembourg comme superviseur storyboard, il se lance dans la bande dessinée en 2004. De 2004 à 2007, il réalise seul Vieille Bruyère et Bas de Soie assurant le scénario et le dessin, une trilogie publiée aux Éditions Paquet. Il s'agit d'un récit policier d'ambiance situé dans l'Angleterre des années 1930.
Ensuite, il réalise L'Épée d'Ardenois, une tétralogie publiée aux éditions Paquet de 2010 à 2015. Le récit se déroule dans un monde médiéval fantastique peuplé de personnages animaliers.
De 2016 à 2019, il publie une nouvelle trilogie Les Ailes du singe aux éditions Paquet. L'histoire se passe en 1933 dans les États-Unis de la Grande dépression, peuplée de personnages animaliers.
La Fille de l'Exposition Universelle est une série en cours, qui réunit Étienne Willem au dessin et Jack Manini au scénario, les couleurs étant réalisées par Tanja Wenisch. Elle est publiée depuis 2018 par Bamboo dans sa collection « Grand Angle ». La série est prévue pour 9 tomes, chacun couvrant une édition des expositions universelles et des expositions coloniales organisées à Paris, entre 1855, et 1937. Elle doit suivre son héroïne principale, Julie Petit-Clou, entre les âges de 12 ans et de 93 ans.
Les Artilleuses est une trilogie située dans le monde du Paris des Merveilles de Pierre Pevel, avec Pierre Pevel au scénario et Tanja Wenisch aux couleurs, chez Drakoo de 2020 à 2021.
Il lance Le Paris des Merveilles, l'adaptation du cycle romanesque éponyme en 2022. Étienne Willem réalise l'adaptation puis la soumet à Pierre Pevel, qui réécrit les dialogues. La mise en couleur est de Tanja Wenisch, et le cycle est publié dans la collection « Drakoo Fantasy » de l'éditeur. Il était prévu d'adapter chaque roman en deux tomes, soit six volumes au final.
En outre, il collabore aux ouvrages collectifs Lanfeust par ses amis (Soleil Productions, 2005) et Népal, 25 avril 2015 (Place du Sablon, 2015) et il réalise de nombreuses affiches pour des festivals de bande dessinée.
Du point de vue du style de dessin, Willem est dans la veine semi-réaliste, mais il affectionne particulièrement les histoires à base de personnages animaliers, qu'il a pu déployer dans L'Épée d'Ardenois. Il avoue une attirance particulière pour le rétrofuturisme et l'inspiration steampunk et il parvient à combiner le tout dans Les Ailes du Singe.

### Vie privée
Étienne Willem résidait dans la province de Luxembourg. 

### Mort
Étienne Willem meurt le 16 juin 2024, à Saint-Pierre, à l'âge de 51 ans,,,,,. 

## Œuvres

### Bandes dessinées

#### Vieille Bruyère et Bas de Soie
- 1. La Tache noire, Éditions Paquet, Conches, octobre 2004
Scénario et dessin : Étienne Willem - Couleurs : Denis Bernatets -  (ISBN 2-940334-59-5),réédition en 2010 avec une nouvelle maquette et une mise en couleur de Ramon Pantoja  (ISBN 978-2-88890-366-6).
- 2. Murder party, Paquet, Conches, mars 2006
Scénario et dessin : Étienne Willem - Couleurs : Denis Bernatets -  (ISBN 2-88890-066-1),réédition en 2011[20] avec une nouvelle maquette et une mise en couleur  (ISBN 978-2-88890-367-3).
- 3. Le Cercueil des Souvenirs - Indrani[21], Paquet, coll. « Tekap », Conches, mai 2007
Scénario et dessin : Étienne Willem - Couleurs : Keera -  (ISBN 978-2-88890-156-3),réédition en 2011 avec une nouvelle maquette et une mise en couleur de Ramon Pantoja. Les pages 33 à 64 sont inédites.  (ISBN 978-2-88890-365-9)
- Int. Vieille Bruyère et Bas de soie, Paquet, Conches, 27 janvier 2017
Scénario et dessin : Étienne Willem - Couleurs : Ramon Pantoja -  (ISBN 978-2-88890-805-0)

#### L'Épée d'Ardenois
- 1. Garen[22], Paquet, Conches, janvier 2010
Scénario et dessin : Étienne Willem - Couleurs : Nicolas Imhof -  (ISBN 978-2-88890-326-0),Préface de Pierre Dubois.
- 2. La Prophétie[23],[6],[24], Paquet, Conches, 23 mai 2012
Scénario, dessin et couleurs : Étienne Willem -  (ISBN 978-2-88890-368-0)
- 3. Nymelle[25], Paquet, Conches, 12 février 2014
Scénario, dessin et couleurs : Étienne Willem -  (ISBN 978-2-88890-619-3)
- 4. Nuhy[26], Paquet, Conches, 20 mai 2015
Scénario, dessin et couleurs : Étienne Willem -  (ISBN 978-2-88890-709-1)
- Int. L'Épée d'Ardenois, Paquet, Conches, 15 novembre 2017
Scénario, dessin et couleurs : Étienne Willem -  (ISBN 978-2-88890-830-2)

#### Les Ailes du singe
- 1. Wakanda[27], Paquet, Conches, 29 juin 2016
Scénario, dessin et couleurs : Étienne Willem -  (ISBN 978-2-88890-775-6)
- 2. Hollywoodland[28],[29],[30], Paquet, Conches, 28 juin 2017
Scénario, dessin et couleurs : Étienne Willem -  (ISBN 978-2-88890-824-1)
- 3. Chicago[31], Paquet, Conches, 25 septembre 2019
Scénario, dessin et couleurs : Étienne Willem -  (ISBN 978-2-88890-879-1)
- Int. Intégrale[32], Paquet, Conches, 10 novembre 2021
Scénario, dessin et couleurs : Étienne Willem -  (ISBN 978-2-88932-575-7)

#### La Fille de l'Exposition Universelle
- 1. Paris 1855[33],[8], Bamboo, coll. « Grand Angle », Charnay-lès-Mâcon, 13 juin 2018
Scénario : Jack Manini - Dessin : Étienne Willem - Couleurs : Tanja Wenisch -  (ISBN 978-2818945209),inspirée par l'exposition universelle de 1855.
- 2. Paris 1867[34],[35],[36],[37],[38], Bamboo, coll. « Grand Angle », Charnay-lès-Mâcon, 5 juin 2019
Scénario : Jack Manini - Dessin : Étienne Willem - Couleurs : Tanja Wenisch -  (ISBN 978-2818967102),inspirée par l'exposition universelle de 1867.
- 3. Paris 1878[39],[40],[41], Bamboo, coll. « Grand Angle », Charnay-Les-Mâcon, 13 janvier 2021
Scénario : Jack Manini - Dessin : Étienne Willem - Couleurs : Tanja Wenisch -  (ISBN 978-2818976999),inspirée par l'exposition universelle de 1878.

#### Les Artilleuses
- 1. Le Vol de la Sigillaire[42],[43],[44],[45], Drakoo, Charnay-lès-Mâcon, 4 mars 2020
Scénario : Pierre Pevel - Dessin : Étienne Willem - Couleurs : Tanja Wenisch -  (ISBN 978-2-490-73500-6)
- 2. Le Portrait de l'antiquaire[46], Drakoo, Charnay-lès-Mâcon, 28 avril 2021
Scénario : Pierre Pevel - Dessin : Étienne Willem - Couleurs : Tanja Wenisch -  (ISBN 978-2-490-73569-3)
- 3. Le Secret de l'Elfe[47],[48], Drakoo, Charnay-lès-Mâcon, 3 novembre 2021
Scénario : Pierre Pevel - Dessin : Étienne Willem - Couleurs : Tanja Wenisch -  (ISBN 978-2-382-33008-1)

#### Le Paris des Merveilles
- 1. Les Enchantements d'Ambremer 1/2[49],[50],[51],[52], Drakoo, coll. « Drakoo Fantasy », Charnay-lès-Mâcon, 2 novembre 2022
Scénario : Pierre Pevel, Étienne Willem - Dessin : Étienne Willem - Couleurs : Tanja Wenisch -  (ISBN 978-2-490-73532-7) — adapté de Pierre Pevel.
- 2. Les Enchantements d'Ambremer 2/2[53], Drakoo, coll. « Drakoo Fantasy », Charnay-lès-Mâcon, 13 novembre 2023
Scénario : Pierre Pevel, Étienne Willem - Dessin : Étienne Willem - Couleurs : Tanja Wenisch -  (ISBN 978-2-382-33102-6) — adapté de Pierre Pevel.

#### Ouvrages collectifs
- Lanfeust par ses amis, Soleil Productions, 2005  (ISBN 978-2845650398)
- Népal, 25 avril 2015 - La BD se mobilise[12], Place du sablon, août 2015
Scénario et couleurs : collectif - Dessin : collectif dont Étienne Willem -  (ISBN 978-2-88936-006-2),une compilation réalisée par une soixantaine d'auteurs, en soutien aux victimes du séisme ayant frappé le Népal.

### Artbooks
- Étienne Willem[54], Paquet, coll. « Artbook collection », Conches, 5 mai 2017
Scénario, dessin et couleurs : Étienne Willem -  (ISBN 978-2-88890-837-1)

### Expositions collectives
Entre le 18 juillet et le 23 août 2009, Étienne Willem participe à l'exposition collective Regard sur la jeune bande dessinée en compagnie de Stédo, Pierre-Emmanuel Paulis, Sébastien Didot, Peral et Billy De Barquin au centre culturel de Bièvre en Belgique,.
- Ébullitions[57], palais abbatial de Saint-Hubert du 18 juillet au 13 septembre 2009.

## Prix et distinctions
- 2016 : 
  -  prix du meilleur album jeunesse, décerné par le Festival international de la bande dessinée de Chambéry[58] pour L'Épée d'Ardenois ;
  -  prix du public France 3, décerné par le Festival international de la bande dessinée de Chambéry[58] pour L'Épée d'Ardenois ;
- 2017 : Grand Prix 2017 du festival Wallonie BD[59].

#### Livres
: document utilisé comme source pour la rédaction de cet article.
- Frédéric Philipin et Philippe Greisch, Ébullitions 9 créateurs BD de la province de Luxembourg : Alain Baudson, Didot, La Hesse et Frémok, Palix, Pierre-Emmanuel Paulis, Rafagé, Jean-Claude Servais, Stédo, Étienne Willem, Province de Luxembourg, Service provincial de la Diffusion et de l’Animation culturelles, 2010, 50 p., ill. ; 30 cm (présentation en ligne).

#### Articles
- Étienne Willem (interviewé par Pierre Burssens), « Entretien avec Étienne Willem : « Utiliser des personnages animaliers permet de les situer très facilement… » », Auracan,‎ 17 juin 2015 (lire en ligne, consulté le 15 novembre 2024).
- Étienne Willem (interviewé par Jean-Laurent Truc), « Interview Étienne Willem : « Les Ailes du singe sont en fait une uchronie » », Ligne claire,‎ 4 septembre 2017 (lire en ligne, consulté le 15 novembre 2024).
- Étienne Willem (interviewé par Charles-Louis Detournay), « Étienne Willem adapte "Le Paris des Merveilles" chez Drakoo : Interview », ActuaBD,‎ 24 novembre 2022 (lire en ligne, consulté le 23 mars 2024).

### Vidéographie
- [vidéo] « Étienne Willem », sur YouTube
- [vidéo] « Libramont : s’échapper dans l’univers de la bande dessinée avec Étienne Willem », sur YouTube
- [vidéo] « Interview de Étienne Willem pour la BD le Paris des Merveilles », sur YouTube